# NGC 4997
NGC 4997 is een elliptisch sterrenstelsel in het sterrenbeeld Maagd. Het hemelobject werd in 1877 ontdekt door de Amerikaanse astronoom Sherburne Wesley Burnham.

## HD 114268
Vanaf de aarde gezien bevindt het stelsel NGC 4997 zich schijnbaar net ten oosten van de ster HD 114268. Deze ster is zichtbaar op zowat elke telescopisch verkregen foto van het stelsel NGC 4997. Amateurastronomen kunnen HD 114268 aanwenden als gidsster om op zoek te gaan naar NGC 4997.

## Synoniemen
- MCG -3-34-5
- PGC 45667